# Узловое (Гурьевский городской округ)
Узловое — посёлок в Гурьевском городском округе Калининградской области. До 2014 года входило в состав Храбровского сельского поселения.

## История
24 января 1945 года Нойендорф был взят с боем войсками Красной Армии, в 1946 году переименован в поселок Узловое.

## Население
| 2002 | 2010 |
| ---- | ---- |
| 78   | ↗81  |

В 1910 году в Нойендорфе проживало 320 человек, в 1933 году — 263 жителя, в 1939 году — 246 жителей.